# Anechura bipunctata
Anechura bipunctata – gatunek skorka z rodziny skorkowatych (Forficulidae), charakteryzujący się brunatnym ubarwieniem ciała z dwiema żółtymi plamami na pokrywach (po jednej na każdej z pokryw), 12-członowymi czułkami. Długość ciała 13–21 mm. Występuje w Europie oraz zachodniej i środkowej Azji. Jest gatunkiem górskim. Był wykazywany w XIX wieku ze Śląska. Prawdopodobnie nie występuje obecnie w Polsce.